# Pterolophia basilewskyi
Pterolophia basilewskyi là một loài bọ cánh cứng trong họ Cerambycidae.